# 7-й Венецианский кинофестиваль
7-й международный Венецианский кинофестиваль проходил с 8 августа по 1 сентября, 1939 года. Данный фестиваль был «пропитан» влиянием фашистского режима, в итоге, от участия отказалась США. Кубок Муссолини был выигран колониальным пропагандистским фильмом Кардинал Мессиас, в то время как другие основные призы не присуждались.

## Жюри
- Джузеппе Вольпи (Президент)(Италия)
- Олаф Андерссон (Швеция)
- Луиджи Бонелли (Италия)
- Оттавио Кроце (Италия)
- Антонио де Обрегон (Испания)
- Дино Фалькони (Италия)
- Ф. Т. Гельденхёйс (ЮАР)
- Нэвилл Кирни (Великобритания)
- Эрнест Лейхттенштерн (Германия)
- Антонио Мараини (Италия)
- Уго Оетти (Италия)
- Вецио Ораци (Италия)
- Джакомо Паулуччи де'Кальболи (Италия)
- Джунцо Сато (Япония)
- Д. И. Сукиану (Румыния)
- Зденк Урбан (Богемия)
- Луис Виллани (Венгрия)
- Карл Венсан (Бельгия)

## Фильмы основной конкурсной программы

### Аргентина
- Маргарита, Армандо и его отец, режиссёр Франсиско Мухика
- Развод в Монтевидео, режиссёр Мануэль Ромеро
- С гор в долину, режиссёр Антонио Бер Сиани
- Амбиция (фильм), режиссёр Адельги Мильяр
- Бандит, режиссёр Орестес Кавалья

### Бельгия
- Конго, земля воды, режиссёр Андре Ковен (короткометражный фильм)
- Мистический Агнец Ван Эйк, режиссёр Андре Ковен (короткометражный фильм)

### Богемия
- Юмореска, режиссёр Отакар Вавра
- Tulak Macoun, режиссёр Ладислав Бром
- Банки и хлеб, режиссёр Ярослав Тузар (короткометражный фильм)

### Франция
- За фасадом, режиссёр Ив Миранд и Жорж Лякомб
- Человек-зверь, режиссёр Жан Ренуар
- Конец дня, режиссёр Жюльен Дювивье
- День начинается, режиссёр Марсель Карне
- Девушки в бедствии, режиссёр Георг Вильгельм Пабст
- Последнее молодежи, режиссёр Джефф Муссо
- Шартр, режиссёр Андрэ Виню (короткометражный фильм)
- Французская лыжня, режиссёр Марсель Ичак и Реймонд Руффин (короткометражный фильм)

### Германия
- Роберт Кох — победитель смерти, режиссёр Ханс Штайнхоф
- Милый друг, режиссёр Вилли Форст
- За заслуги, режиссёр Карл Риттер
- Карнавал, режиссёр Ханс Швайкарт
- Средь шумного бала, режиссёр Карл Фрёлих
- Губернатор, режиссёр Виктор Туржанский
- Всё лежит, режиссёр Хайнц Рюман
- Камень слово, режиссёр Курт Рупли (короткометражный фильм)
- Западная стена, режиссёр Фриц Хипплер и Ханс Дитер Зайлер (короткометражный фильм)
- Дунай из Чёрного леса, режиссёр Отто Триппель (короткометражный фильм)
- Ewiges Werden, режиссёр Отто Триппель (короткометражный фильм)
- Парашютисты, режиссёр И. К. Бельтциг (короткометражный фильм)
- Flieger Zursee, режиссёр Мартин Рикли (короткометражный фильм)
- Karntnerland (короткометражный фильм)
- Kennt ihr das land in deutschen gauen, режиссёр Альберт Клинг (короткометражный фильм)
- Können Tiere denken?, режиссёр Фриц Гейденрайх (короткометражный фильм)
- Kraft und Schwung (короткометражный фильм)
- Lippizaner, режиссёр Вильгельм Прагер (короткометражный фильм)
- Munster, Westfalens schone Hauptstadt, режиссёр Ойген Йорк (короткометражный фильм)
- Rauber unter wasser, режиссёр Вольфрам Юнгханс (короткометражный фильм)
- Schatzkammer Deutschlands, режиссёр Ханс Кёрлис (короткометражный фильм)
- Schiff 754, режиссёр Ханс Генрих (короткометражный фильм)
- Schff ohne klassen, режиссёр Ханс Генрих (короткометражный фильм)
- Sinfonie der Wolken, режиссёр Мартин Рикли (короткометражный фильм)
- Tragodien im Insektenreich, режиссёр Вольфрам Юнгханс e Gero Priemel (короткометражный фильм)
- Unsere Artillerie, режиссёр Георг Мухнер (короткометражный фильм)
- Wissenschaft weist neue Wege, режиссёр Мартин Рикли (короткометражный фильм)

### Япония
- Земля, режиссёр Тому Утида
- Ani to sono imoto, режиссёр Ясудзиро Симадзу
- Дети солнца, режиссёр Ютака Абе
- Shanhai rikusentai, режиссёр Хисатора Кумагаи
- La danza bugoku (короткометражный фильм)
- La fotografia che vede tutto (короткометражный фильм)
- Tokyo, Peiping, Chosen (короткометражный фильм)

### Великобритания
- Четыре пера, режиссёр Золтан Корда
- Микадо, режиссёр Виктор Шерцингер
- Young Man’s Fancy, режиссёр Роберт Стивенсон
- Чёрное золото (короткометражный фильм)
- Four and Twenty Fit Girls (короткометражный фильм)
- The Fern (короткометражный фильм)
- The Tough’Un, режиссёр Мэри Филд и Перси Смит (короткометражный фильм)
- Это Англия (короткометражный фильм)

### Италия
- La grande luce, режиссёр Карло Кампогаллиани
- Piccolo hotel, режиссёр Пьеро Баллерини
- Castelli in aria, режиссёр Августо Дженина
- Чио-чио-сан, режиссёр Кармине Галлоне
- Кардинал Мессиас, режиссёр Гоффредо Алессандрини
- I grandi magazzini (Универмаги), режиссёр Марио Камерини
- Il pianto delle zitelle (На крик старой девы), режиссёр Джакомо Поцци Беллини
- Cinema di tutti i tempi (Фильм всех времен и народов), режиссёр Франческо Пазинетти (короткометражный фильм)
- Cinque minuti con la carta d’Europa, режиссёр Сандро Паллавичини (короткометражный фильм)
- Римская цивилизация (короткометражный фильм)
- Criniere al vento, режиссёр Джорджо Феррони (короткометражный фильм)
- Fiamme verdi, режиссёр Марио Дамичелли (короткометражный фильм)
- Актёр / L’attore, режиссёр Луиджи Кьярини (короткометражный фильм)
- L’inquadratura, режиссёр Паоло Уччелло и Ренато Май (короткометражный фильм)
- Oro bianco (короткометражный фильм)
- Pisicchio e Melisenda, режиссёр Уго Саитта (короткометражный фильм)
- Ritorna la vita, режиссёр Доменико Паолелла (короткометражный фильм)
- Sinfonie in bianco (короткометражный фильм)
- Vent’anni di arte muta, режиссёр Эмилио Скарпа (короткометражный фильм)

### Нидерланды
- Veertig jaren, режиссёр Йохан Де Мистер и Эдмон Т. Гревиль
- Rijksmuseum (короткометражный фильм)
- South Sea Sweethearts, режиссёр Джордж Пэл (короткометражный фильм)

### Румыния
- Bukovina, paese di monasteri, режиссёр Роберт Александр (короткометражный фильм)
- Край горцев / Țara Moților, режиссёр Пауль Кэлинеску (короткометражный фильм)

### Словакия
- Houba za liskou, режиссёр Руди Вайлд (короткометражный фильм)

### ЮАР
- The Golden Harvest of the Witwa Tersand (короткометражный фильм)

### Швеция
- Man och kvinna, режиссёр Гуннар Скуглунд и Пал Фейош
- Glad dig i din ungdom, режиссёр Пер Линдберг
- Valfangare, режиссёр Андерс Хенриксон и Tancred Ibsen

### Швейцария
- L’Or dans la montagne, режиссёр Макс Хауфлер
- Abenteuer in Marokko, режиссёр Лео Лапаир
- Alpenfohn, режиссёр Аугуст Керн (короткометражный фильм)
- Sonnige Jugend, режиссёр Аугуст Керн (короткометражный фильм)
- Athenes, режиссёр Фред Сарвилл (короткометражный фильм)
- Cyclades, режиссёр Фред Сарвилл (короткометражный фильм)
- Peloponnese, режиссёр Фред Сарвилл (короткометражный фильм)
- Santorin, режиссёр Фред Сарвилл (короткометражный фильм)

### Венгрия
- 5 ora 40, режиссёр Андре де Тот
- Bors Istvan, режиссёр Виктор Банки
- La caccia in Ungheria (короткометражный фильм)
- Le provincie del nord che sono ritornate, режиссёр Ласло Церепи (короткометражный фильм)
- Talenti primitivi in Ungheria, режиссёр Бела Паулини (короткометражный фильм)
- Te saxa loquuntur, режиссёр Ласло Церепи (короткометражный фильм)

### Уругвай
- ?Vocacion?, режиссёр Рина Массарди

## Награды
- Кубок Муссолини за лучший фильм: «Кардинал Мессиас» Гоффредо Алессандрини
- Кубок Биеннале: «Конец дня», «Роберт Кох, победитель смерти», «Четыре пера», «Радуйся юности своей», «Мужчина и женщина»
- Лучшая работа оператора: Убальдо Арата за «Последняя молодость»
- Специальная поощрительная медаль: «Иштван Борс» и «Тулак Макун»
- Бронзовая медаль: «Девушки в бедствии»
- Бронзовая медаль: «Средь шумного бала»
- Поощрительная медаль: «Микадо» и «Сорок лет»
- Бронзовая доска: «Мистический Агнец»